# Варежки (фильм)
«Варежки» — советский короткометражный художественный фильм о дружбе людей тыла и фронта в годы Великой Отечественной войны.
Фильм снят кинематографистами Ленинграда весной 1942 года — единственный художественный фильм, снятый во время Блокады. «Ленфильм» был эвакуирован в Алма-Ату в 1941 году. Следующий художественный фильм был снят уже после снятия Блокады — в 1944 году: «Морской батальон».

## Сюжет
Зима 1942 года. Ленинградский фронт. На передовую доставляют посылки, присланные из тыла. В одной из посылок, отправленных жителями Ленинграда, — тёплые варежки и письмо, в котором девушка просит вручить её подарок самому храброму солдату… В подразделении решают, кому же должны достаться варежки, и тут с разведки в блиндаж возвращается боец Костя Грачёв, с трофеями, ему-то и вручают варежки. В очередном выходе в разведку раненого Грачёва на себе выносит, хоть и тоже раненый, боец Федя Дорожкин. Грачёв отдаёт варежки Дорожкину. Придя навестить Грачёва в тыловом госпитале, Дорожкин встречает там медсестру Галю, которая и оказывается той самой девушкой — отправившей на фронт подарок для самого храброго.

## Съёмочная группа
Мы сразу же приступили к работе. Это было тяжело и порою даже мучительно. У нас у всех был уже сильнейший авитаминоз, опухли и очень болели суставы… мы были слабы и у многих из нас сильные вспышки авитаминоза брали своё, и тогда врачи укладывали их на несколько дней в постель. Пожалуй, только В. И. Честноков, Н. А. Любошиц и я сумели продержаться на ногах все время.
- режиссёры: Павел Арманд, Натан Любошиц
- сценаристы: Семён Полоцкий, Матвей Тевелев
- художник-постановщик: Владимир Покровский
- операторы: В. В. Горданов; 2-й оператор В. И. Синицын
- гримёр: А. И. Анджан
- режиссёр монтажа: Р. М. Мильман
- бригадир осветителей: Георгий Васильевич Шапкин
- композиторы: Вера Арманд, Павел Арманд
- звукооператор: Кирилл Позднышев

## В ролях
Главные роли:
- В. И. Честноков — Федя Дорожкин
- М. Н. Павликов — Костя Грачёв
- Е. В. Каретникова — Галя
- Б. А. Горин-Горяинов — Никифорович

Профессиональные актёры играли только главные роли, остальные роли исполнялись моряками Ладожской флотилии:
- лейтенант В. Пустынников[К 1] — лейтенант Красной Армии
- краснофлотец Гробовецкий — 1-й краснофлотец
- краснофлотец Близнецов — 2-й краснофлотец
- краснофлотец Долгов — наблюдатель
- краснофлотец Рябов — немецкий офицер

Примечательно, что ни в «немецкой» массовке, ни тем более в роли пленного фашиста никто не хотел сниматься — только приказом командира части моряков заставили пойти на такой «позор».

## Съёмки
Фильм снимался по заданию Политуправления Краснознамённого Балтийского флота.
Основой для сценария послужила заметка в газете «Ленинградская правда» о том как девушки одного завода отправили на фронт тёплые вещи, и одна связала варежки и вышила на них: «Самому храброму». Первое название фильма — «Самый храбрый», но поскольку в то же время на Большой Земле уже была снята картина с таким названием (новелла «Самый храбрый» в Боевом киносборнике № 7), название изменили на «Варежки».
Перед работой над фильмом, в феврале 1942 года, наиболее истощённых от голода членов съёмочной группы на несколько дней помещали в стационар и давали дополнительное питание, но тем не менее в стационаре от голода умер художник-постановщик фильма Семён Мейнкин, а в результате бомбёжки погибли администратор картины Шумов и водитель Матищук.
Съёмочный процесс пришёлся на март-май 1942 года. «Ленфильм» был эвакуирован, и в основном работа велась на базе КБФ на Ладоге. Из Ленинграда выехали 17 марта, а вернулись 4 мая.
Съёмки велись в посёлке Осиновце на берегу Ладожского озера, основную работу решено было перенести в бухту Морье на базу первого дивизиона канонерских лодок Ладожской флотилии, которым командовал капитан второго ранга Николай Озаровский (через полгода оператор Вячеслав Горданов снова встретится с Озаровским — став фронтовым кинооператором, он 22 октября 1942 года примет участие в бою трёх канонерских лодок против тридцати немецких понтонов, спасёт их лишь налёт авиации, перетопившей почти все немецкие суда), съёмочная группа была размещена на борту канонерских лодок «Селимжа» и «Нора». Как вспоминал оператор фильма Вячеслав Горданов:

Наши первые ощущения были несколько странными. Мы вдруг очутились в условиях, которые ещё за полгода до этого были для нас самыми обыкновенными, но которые сейчас казались нам какой-то необыкновенной роскошью. Горел электрический свет. Было очень тепло. Из крана шла вода, и притом не только холодная, но и горячая! И трудно было представить себе, что где-то очень близко громадный город, из которого мы только что приехали, где приходилось таскать воду издалека, часто из проруби на Неве, освещать жилища самодельными коптилками, топить жестяные печурки мебелью и т. д. Стол в кают-компании был накрыт белоснежной скатертью, на большом блюде лежал нарезанный хлеб, масло, в сахарнице был сахар. Никаких порций, все как в мирное время. И очень хорошие, сердечные люди, чуткие и тактичные, которые осторожно и порою даже трогательно вводили нас в эту «нормальную» жизнь и часто делились с нами своим и без того урезанным пайком. И сейчас, когда я оглядываюсь назад, эти два месяца, проведенные на Ладоге, кажутся мне очень счастливыми и светлыми, прежде всего из-за той атмосферы сердечного тепла и дружбы, которыми так щедро окружил нас личный состав этих кораблей.
Съёмки велись на натуре. Для ряда сцен под павильон оборудовали большую избу и сняли там несколько малых декораций. Сцена с главными событиями фильма снималась в нескольких километрах от базы — на берегу Ладоги, возле настоящего действующего ДОТа, стоящего в конце дороги над высоким обрывом.
Заканчивали съёмки уже в Ленинграде, где были сделаны несколько павильонных кадров, весьма ограниченных из-за отсутствия электроэнергии.

Мы сняли всю картину, не видя ничего на экране, так как в тот период в Ленинграде не было ни одного действовавшего цеха обработки пленки. «Ленфильм» был эвакуирован, а на «Леннаучфильме» этот цех восстанавливался, так что нам пришлось обождать до начала июня, прежде чем мы смогли что-нибудь посмотреть. Тут, конечно, не обошлось без неожиданностей, неприятных, а иногда и приятных, но монтаж прошёл благополучно.— оператор фильма Вячеслав Горданов
Несмотря на войну и блокаду, во время съёмок фильма нашлось время и для любви: так, режиссёр монтажа фильма Рашель Мильман зная, что оператор фильма Вячеслав Горданов не женат, решила побыть «свахой» и подстроила его встречу со своей подругой и его будущей женой — адвокатом Мусей Мухаринской. Для этого она собрала на праздник подруг Мусю, Лену Рывину и Олю Берггольц, и позвали Горданова. Все принесли свои пайки, достали где-то немного спирта:

Сплошной девичник… Все толстые от одежды в десять слоев, и Вяча — длинный, тощий… Я его посадила… Ну, чтоб он был между мной и Мусей… Он пошёл её провожать.— Рашель Мильман
1 сентября 1942 года, после окончания монтажа, фильм был отправлен для сдачи в Москву, и его сразу же выпустили на экран.
Фильм с успехом демонстрировался в подразделениях Ленинградского фронта, а музыка к нему часто передавалась по радио.
По состоянию на 1973 год фильм хранился в Госфильмофонде СССР.

## Оценки
Фильм «Варежки», казалось бы, ничем не отличается от многочисленных короткометражек, которые вышли на экран в первые годы войны. Но есть в титрах его одна надпись, которая сразу меняет отношение к фильму и людям, его создавшим: Ленинград. Март — май 1942 года. Эта надпись — свидетельство гражданского подвига ленинградских кинематографистов, в первую, самую страшную зиму блокады подготовивших и поставивших художественный фильм.— Яков Леонидович Бутовский, киновед, кандидат искусствоведения, член редколлегии журнала «Киноведческие записки», 1973 год

Совершенно беспрецедентным фактом стала постановка художественного, игрового, пусть и короткометражного фильма «Варежки» — фактически во фронтовых условиях в блокадном Ленинграде.— Александр Леонидович Казин, заведующий сектором кино и телевидения Российского института истории искусств РАН, 2005 год

## Неснятый фильм о фильме
О съёмках фильма во фронтовых условиях и жизни ленфильмовцев, оставшихся в блокадном Ленинграде, режиссёр Н. А. Любошиц написал автобиографический сценарий «Хромой солдат», где ввёл несколько выдуманных персонажей и сюжетных линий, но в целом персонажи — участники съёмок — реальны и узнаваемы в героях сценария, так, себя он вывел под именем белорусского режиссёра Янки Макаенка. Этот сценарий так и не был реализован, впервые напечатан в виде воспоминаний в журнале «Киноведческие записки» № 72 за 2005 год.

## Комментарии
1. ↑  вероятно — Вадим Ювенальевич Пустынников, 1919 г.р., лейтенант, командир катера МО-175 входящий во 2-й дивизион Ладожской флотилии. Погиб 9 октября 1942 года в районе острова Коневиц на Ладоге при атаке на немецкий караван барж с превосходящим по численности охранением противника, снаряд с парома типа «Зибель» попал в штурманскую рубку катера[5][6].